# Estigmene strigatum
Estigmene strigatum là một loài bướm đêm thuộc phân họ Arctiinae, họ Erebidae.